# 埃斯基普拉斯黑基督圣殿

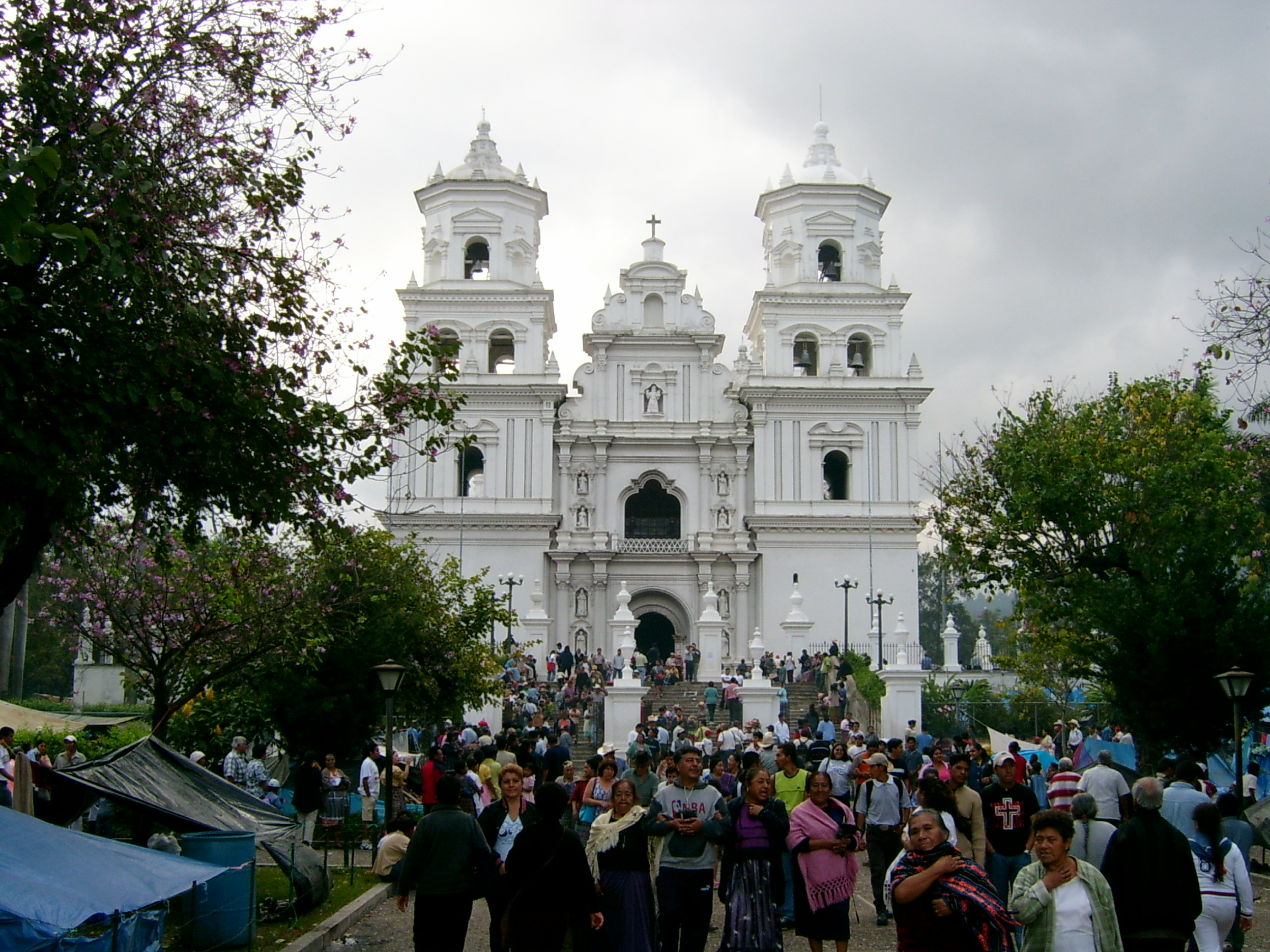
埃斯基普拉斯聖殿

埃斯基普拉斯圣殿是一座巴洛克风格的教堂，位于危地马拉埃斯基普拉斯，藏有埃斯基普拉斯黑基督像。

## 概貌
在一个100米长、50米宽的平台上，坐北朝南屹立着这座60米长、30米宽、中心18米高的威严的教堂。它经历风吹雨打以及圣玛尔塔地震的摧残，历尽风霜。在4座高耸的50米高的塔中，第三层右前方均有钟。
在圣殿内有三个中殿，两个在边上，一个在中间并有花窗玻璃装饰的圆顶。入口是一大段楼梯，扶手有精美的石雕。

## 埃斯基普拉斯庄园的第一座教堂
1595年3月9日埃斯基普拉斯黑基督像被运至本城放在一个礼拜堂内。朝圣者蜂拥而至，以致这头一个黑基督像的栖身地不堪重负。于是该像被移至堂区教堂，该教堂已经在17世纪末完工。

## 埃斯基普拉斯庄园的圣所
1740年，危地马拉的第15位主教Pedro Pardo de Figueroa阁下（Monseñor）（1744年起成为大主教辖区大主教）为了适应埃斯基普拉斯黑基督的朝圣者日益增长的现状，决定委托安地瓜建筑师Felipe José de Porres（Diego de Porres之子，José de Porres之孙）新建教堂，以棉花田为雕刻之酬劳。
托钵修士Pedro Pardo de Figueroa死后，Francisco de Figueredo y Victoria阁下继承其位，继续教堂建设，直至1758年教堂建成。落成仪式于1759年1月4日由Diego Rodríguez de Rivas y Velasco阁下（Comayagua神父），托钵修士de José Montezuma阁下（Chiapas之Ciudad Real神父）举行；因为de Figueredo阁下由于健康原因不能出席。
1759年1月6日星期六，教士de Camotán, Tejutla, Jutiapa y Mita列队游行(Procesión)将黑基督画像移至新的教堂的祭台。该年1月18日，随着托钵修士Pedro Pardo de Figueroa的遗物搬入新教堂，庆祝活动结束。

## 埃斯基普拉斯庄园的宗座圣殿
1956年，教宗庇护十二世建立了埃斯基普拉斯圣基督自治监督区(Territorial prelate)，包括Municipio de Esquipulas以及Santuario de Esquipulas。同样，危地马拉Arzobispo庄园Mariano Rossell y Arellano阁下被任命为埃斯基普拉斯总教长(Primer Prelado de Esquipulas)。后者起初为怎么找神职人员照看圣所而发愁，后来得到了位于美国路易斯安娜的Abadía Benedictina de San José的支持。1959年三名神职人员被派到埃斯基普拉斯作为布道团，建立了埃斯基普拉斯Monasterio Benedictino，负责维护圣殿至今。
1961年，Rossell阁下将一封请愿信寄给教宗若望二十三世，后者根据埃斯基普拉斯朝拜堂的宗教、文化和历史的基础将其升格为乙级宗座圣殿。